# KEiiNO
KEiiNO es un grupo de música noruego formado por el rapero sami y cantante de yoik Fred Buljo, la cantante Alexandra Rotan y el cantautor Tom Hugo. Desde su debut en enero de 2019, KEiiNO ha logrado más que la mayoría de las bandas nuevas. El trío galardonado con platino fue nominado para la "Canción del Año" en los Grammys noruegos, ganaron 4 premios Scandipop, llegaron al #1 en las listas de ventas de Noruega y alcanzaron el #2 en el "Viral Global" de Spotify. Popjustice incluso clasificó su sencillo debut "Spirit in the Sky" como la tercera mejor canción de 2019. Además, el año pasado Fred Buljo ganó el premio "Sami del año" gracias a Keiino
En 2019 consiguieron ganar el Melodi Grand Prix con su primer sencillo Spirit In The Sky, consiguiendo representar a Noruega en Eurovisión 2019. En el festival lograron superar la primera semifinal en el 7.º lugar, con 210 puntos. En la gran final lograron el 5°  lugar con 331 puntos, 40 del jurado y 291 del televoto, siendo esta última la máxima puntuación.
Su mezcla de dance-pop edificante, folk nórdico y joik, combinada con elementos sami tradicionales, ha llegado a una audiencia más allá de sus inicios  nórdicos. Su canción debut trazó bien en toda Europa, y fue la número 10 en las listas globales de iTunes. Quizás no sea sorprendente, ya que el público en ocho países, incluido el Reino Unido, Alemania, Australia, Suecia, Dinamarca y los Países Bajos, tenía a KEiiNO en la cima de Eurovisión.
Después de Eurovisión, KEiiNO ha lanzado 6 sencillos, recorrido con una extensa gira por Noruega y Europa, incluidos espectáculos agotados en Londres y conciertos en Madrid, Colonia y Estocolmo. En octubre de 2019, el trío realizó una exitosa gira por Australia y comenzó su próximo proyecto; grabando música junto con artistas indígenas de todo el mundo.Este proyecto, en forma de disco salió a la luz el 15 de mayo de 2020 y se llama OKTA, que contiene 10 canciones.
Antes de KEiiNO, Alexandra era la cantante en vivo de la estrella de DJ Alan Walker. Fred era miembro del parlamento sami y estuvo de gira con el dúo de sami rap Duolva Douttar. Tom Hugo tuvo una carrera en solitario en Noruega y Alemania y escribió éxitos para estrellas de J/K-pop como XO, TVXQ y SHiNee. Aunque los tres cantantes tuvieron cierto éxito como solistas, sus sueños se hicieron realidad después de unir fuerzas, una fuerza que los sami (el pueblo indígena de Noruega) creen que puedes encontrar conectando con la naturaleza. Las luces del norte, que bailan coloridas y libres, sirven como un símbolo de cómo KEiiNO cree que a todos se les debe permitir sentir, independientemente de a quién aman o cómo se vean.
Previo a la edición de 2019, Alexandra Rotan ha participado dos veces en el Melodi Grand Prix: en 2010 en el "Melodi Gran Prix Junior" con la canción "Det vi vil" llegando a la final y quedando cerca de ganar, y en 2018 en el Melodi Grand Prix junto a Stella Mwangi con la canción "You Got Me" quedando en 3° posición. Por su parte, Tom Hugo ha participado también dos veces en el Melodi Grand Prix: en 2013 con la canción "Det er du", y en 2018 con "I Like I Like I Like"; con ninguna de las dos consiguió llegar a la final.
En 2021 se volvieron a presentar con la canción Monument al Melodi Grand Prix quedando segundos detrás de TIX.

## Discografía

### Álbumes
• OKTA (2020)
• OKTA guokte (2022)

### EPs
• Midnight Marina EP (2023)

### Sencillos
- «Spirit in the Sky» (2019)
- «Shallow» (2019)
- «Praying» (2019)
- «Vill ha dig» (2019)
- «Dance In The Smoke» (2019)
- «Colours» (2020)
- «Black Leather» ft Charlotte Qamaniq (2020)
- «Would I Lie » ft Electric Fields  (2020)
- «A Winter's Night» (2020)
- «MONUMENT» (2021)
- «UNBREAKABLE» (2021)
- «DRIVERS LICENSE» (2021)
- «Summer Of My Life» (2021)
- «ADDJAS» (2021)